# Papiro 9

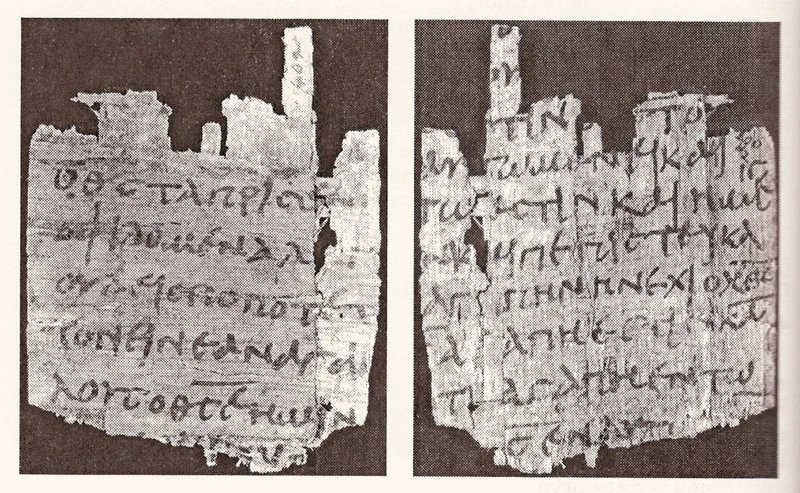
Imagen del ^{9}

El Papyrus 9 (en la numeración Gregory-Aland), designado como {\displaystyle {\mathfrak {P}}}9, y llamado el Papiro de Oxirrinco 402, es una copia antigua del Nuevo Testamento en griego. Es un manuscrito en papiro de la Primera Epístola de Juan, fechada paleográficamente a principios del siglo III.

## Descripción
El Papiro {\displaystyle {\mathfrak {P}}}9 fue descubierto por Bernard Pyne Grenfell y Arthur Surridge Hunt en Oxirrinco, Egipto. Actualmente el Papiro {\displaystyle {\mathfrak {P}}}9 está guardado en la Biblioteca Houghton, en la  Universidad de Harvard, en el Museo Semítico Inv. 3736, Cambridge (Massachusetts).
El texto que sobrevive es un fragmento de una hoja que contiene los versículos  4:11-12, 14-17, escritos en una columna por página. El códice original tenía 16 líneas por página. El texto en el manuscrito fue escrito muy descuidadamente, evidenciado por la escritura cruda e irregular, también el manuscrito contiene algunas grafías incomprensibles.

## Texto
El texto griego de este códice es una representación del tipo textual alejandrino. Aland lo ubicó en la Categoría I. The manuscript is too brief for certainty.

## Lectura adicional
- B. P., Grenfell; A. S. Hunt (1898). Oxyrhynchus Papyri III. Londres. pp. 2-3.
- Gregory, Caspar René (1908). Die griechischen Handschriften des Neuen Testament. Leipzig: J.C. Hinrichs’sche Buchhandlung. p. 46.

- Datos: Q2051090
- Multimedia: Papyrus 9 / Q2051090